# Anthologie des Utopiales
Des anthologies ont été éditées à l'occasion du festival Utopiales qui se déroule à Nantes chaque année depuis l'an 2000.
Une première anthologie, intitulée Utopia 1, a été publiée en 1999 par la revue Galaxies, regroupant quatorze nouvelles écrites par les auteurs présents à Utopia 98, ainsi que de nombreux articles et comptes rendus de tables rondes.
Une anthologie annuelle, sous la direction de Bruno della Chiesa, a ensuite été publiée de 2000 à 2006 par L'Atalante, sous le titre UTOPIÆ.
Depuis 2009, l'anthologie officielle des Utopiales est réalisée par les éditions ActuSF.
Aucune anthologie n'a été éditée lors des éditions 2007 et 2008.
Depuis 2018 paraît également, chaque année, une anthologie jeunesse sous le titre Les Utop' jeunesse. Elle rassemble des auteurs confirmés ainsi les lauréats du concours de nouvelles des Utopiales destiné aux jeunes auteurs de primaire, collège et lycée.

## Anthologies
| Année                    | Auteur                                      | Titre                                                       |
| ------------------------ | ------------------------------------------- | ----------------------------------------------------------- |
| 1999                     | Jack Vance                                  | Sjambak                                                     |
| 1999                     | Norman Spinrad                              | La panique de l'Année zéro                                  |
| 1999                     | Paul J. McAuley                             | Entrée de service                                           |
| 1999                     | Luca Masali et Angela Andò                  | Le sexe des Anges                                           |
| 1999                     | Andreas Eschbach                            | Les merveilles de l'Univers                                 |
| 1999                     | Ayerdhal et Jean-Claude Dunyach             | Ombres tueuses                                              |
| 1999                     | Laurent Genefort                            | Tank                                                        |
| 1999                     | Jean-Marc Ligny                             | La saison des amours                                        |
| 1999                     | Birgit Rabisch                              | Entre humains de marque                                     |
| 1999                     | Claire Belmas et Thomas Belmas              | Sangre                                                      |
| 1999                     | Thierry Di Rollo                            | Petits cochons en chemises blanches                         |
| 1999                     | Jean-Pierre Hubert                          | Lèche-frontière                                             |
| 1999                     | Dan Simmons                                 | Un petit pas pour Max                                       |
| 1999                     | Giuseppe Lipi                               | Allons enfants de la magie                                  |
| 2000                     | Andreas Eschbach                            | L'Envol du faucon sagittal                                  |
| 2000                     | Hans Henrik Løyche                          | Vision par défaut                                           |
| 2000                     | Nicoletta Vallorani                         | Celle qui libère                                            |
| 2000                     | Peter Schaap                                | La Sixième Porte                                            |
| 2000                     | Christopher Priest                          | L'Utopie, et après...                                       |
| 2000                     | Armando Boix                                | L'Enfant qui ne voulait pas être heureux                    |
| 2000                     | Christian Grenier                           | Partir pour Edena                                           |
| 2001                     | Brian Aldiss                                | Tu ne m'as jamais demandé mon nom                           |
| 2001                     | Elia Barceló                                | Les réapparus                                               |
| 2001                     | Glen Stihmøe                                | Arabesque néorétro de dyn'-pop'                             |
| 2001                     | Jeanne Faivre d'Arcier                      | L'écume de l'espoir                                         |
| 2001                     | Rafał A. Ziemkiewicz                        | Une fée                                                     |
| 2001                     | Franco Ricciardiello                        | Turin                                                       |
| 2001                     | Elena Arseneva                              | Un bouleau, un renard blanc                                 |
| 2001                     | Paul G. Torickx                             | Fortuna imperatrix mundi                                    |
| 2001                     | Eduardo Vaquerizo                           | Les chemins du rêve                                         |
| 2001                     | Michael Marrak                              | Quo vadis, Armageddon ?                                     |
| 2002                     | Ashok K. Banker                             | Dans l'ombre de ses ailes                                   |
| 2002                     | Wolfgang Jeschke                            | Allah akhbar And So Smart Our NLWs                          |
| 2002                     | Roberto De Sousa                            | La plus belle femme du monde                                |
| 2002                     | Rodolfo Martínez                            | Il traverse le désert                                       |
| 2002                     | Jan Poláček                                 | Offensive sensorielle                                       |
| 2002                     | James Morrow                                | Ils écrivent le nom de Dieu avec le mauvais alphabet        |
| 2002                     | Jean-Marc Ligny                             | L'ouragan                                                   |
| 2002                     | Roberto López Moreno                        | Le secret                                                   |
| 2002                     | Luca Masali                                 | Notre bourreau bien-aimé                                    |
| 2002                     | Jean-Louis Trudel                           | Les jardiniers du monde                                     |
| 2002                     | Liz Williams                                | Le métayer                                                  |
| 2002                     | Yoss (José Miguel Sánchez)                  | Kaishaku                                                    |
| 2003                     | João Barreiros                              | Douce nuit                                                  |
| 2003                     | Chang Shi-Kuo                               | Le retour                                                   |
| 2003                     | Sylvie Miller                               | L'ombre                                                     |
| 2003                     | Nick Wood                                   | Dieu sur ordonnance                                         |
| 2003                     | Valerio Evangelisti                         | Angry Red Planet                                            |
| 2003                     | Carlos Gardini                              | Timbouctou                                                  |
| 2003                     | Michael Ende                                | Le corridor de Borromeo Colmi                               |
| 2003                     | Lavie Tidhar                                | Crucifixation                                               |
| 2003                     | Michael Moorcock                            | La sorcière égarée de la citadelle silencieuse              |
| 2003                     | Gabriel Trujillo Muñoz                      | Notre Jerry García                                          |
| 2003                     | François Rouiller                           | Homo Delator                                                |
| 2004                     | Marcus Hammerschmitt                        | A la centrale                                               |
| 2004                     | Terry Bisson                                | Les portes de la mort                                       |
| 2004                     | Khristo Poshtakov                           | Ce n'est que justice, Botkine !                             |
| 2004                     | Roberto Bayeto                              | Les mordeurs                                                |
| 2004                     | Dominique Warfa                             | Wayne et les quanta                                         |
| 2004                     | Catherine S. McMullen                       | Minounours                                                  |
| 2004                     | Jan C. Söderlund                            | "In God We Trust"                                           |
| 2004                     | Sardar M. Khan                              | Quand viendra l'apocalypse                                  |
| 2004                     | Leo Lukas                                   | Chip ahoi                                                   |
| 2004                     | Pablo Castro Hermosilla                     | Reflets                                                     |
| 2005                     | Johanna Sinisalo                            | Baby Doll                                                   |
| 2005                     | Kojo Laing                                  | Poste à pourvoir : Jésus-Christ                             |
| 2005                     | Hedwig-Maria Karakouda                      | Brûle !                                                     |
| 2005                     | Norman Spinrad                              | Prime time                                                  |
| 2005                     | Joëlle Wintrebert                           | Cendres                                                     |
| 2005                     | Hamilcar Barca                              | Lettre au fils                                              |
| 2005                     | Zdravka Evtimova                            | C'est ton tour                                              |
| 2005                     | Eduardo Antonio Parra                       | Pachanga                                                    |
| 2005                     | Vered Tochterman                            | Aujourd'hui est le premier jour du restant de ta vie        |
| 2005                     | Karl Michael Armer                          | Les cendres du paradis                                      |
| 2006                     | Yasutaka Tsutsui                            | Le dernier des fumeurs                                      |
| 2006                     | Maria de Menezes                            | Ad majorem Dei gloriam                                      |
| 2006                     | Zoran Živković                              | Puzzle                                                      |
| 2006                     | L. N. Noor                                  | Ma'at                                                       |
| 2006                     | Vincent Gessler                             | Fractal                                                     |
| 2006                     | Magdalena Moujan Otaño                      | Gu ta gutarrak                                              |
| 2006                     | Helmuth W. Mommers                          | On n'est pas des sauvages, tout de même !                   |
| 2006                     | Sabina Theo                                 | Le secret du sureau                                         |
| 2006                     | Ursula K. Le Guin                           | Trahisons                                                   |
| 2006                     | Lucian Merisca                              | Les tribulations vélocipédiques de Terriens sur Outrerria   |
| 2007                     | -                                           | (aucune anthologie éditée lors de cette édition)            |
| 2008                     | -                                           | (aucune anthologie éditée lors de cette édition)            |
| 2009                     | Robert Charles Wilson                       | Les Perséides                                               |
| 2009                     | Catherine Dufour                            | Un temps chaud et lourd comme une paire de seins            |
| 2009                     | Walter Jon Williams                         | Elvis le Rouge                                              |
| 2009                     | Pierre Bordage                              | De ma prison                                                |
| 2009                     | Stephen Baxter                              | George et la Comète                                         |
| 2009                     | Jean-Philippe Jaworski                      | Préquelle                                                   |
| 2010                     | Vincent Gessler                             | Miroirs du ciel                                             |
| 2010                     | Peter Watts                                 | La chose                                                    |
| 2010                     | Juan Miguel Aguilera                        | La fête de la comète                                        |
| 2010                     | Larry Niven                                 | Reviens, Carol !                                            |
| 2010                     | Ian McDonald                                | Le vieux cosmonaute et l'ouvrier du bâtiment rêvent de Mars |
| 2010                     | Thomas Day                                  | La Ville féminicide                                         |
| 2010                     | Lucius Shepard                              | Le Chasseur de jaguar                                       |
| 2010                     | Justine Niogret                             | Les rivages extrêmes de la mer intérieure                   |
| 2011                     | James Morrow                                | Le Radeau du Titanic                                        |
| 2011                     | Roland C. Wagner                            | Le Train de la réalité (fragment)                           |
| 2011                     | Norbert Merjagnan                           | L'Invention du hasard                                       |
| 2011                     | Tim Powers                                  | Lignes parallèles                                           |
| 2011                     | Éric Holstein                               | K**l me, I’m famous !                                       |
| 2011                     | Lucius Shepard                              | Salvador                                                    |
| 2011                     | David Calvo                                 | Pragmata                                                    |
| 2012                     | Pierre Bordage                              | Origo                                                       |
| 2012                     | Sara Doke                                   | Fae-space                                                   |
| 2012                     | Robert Charles Wilson                       | L'Observatrice                                              |
| 2012                     | Nancy Kress                                 | La Finale                                                   |
| 2012                     | Laurence Suhner                             | La Chose du lac                                             |
| 2012                     | Neil Gaiman                                 | « Et pleurer, comme Alexandre »                             |
| 2012                     | Claude Ecken                                | La Fin de Léthé                                             |
| 2012                     | Tommaso Pincio                              | Petite Excursion à l'endroit des atomes                     |
| 2012                     | Laurent Queyssi et Xavier Mauméjean         | En attendant demain                                         |
| 2012                     | Ayerdhal                                    | RCW                                                         |
| 2013                     | William Gibson                              | Dougal désincarné                                           |
| 2013                     | Jean-Louis Trudel                           | Trois relations de la fin de l'écrivain                     |
| 2013                     | Andreas Eschbach                            | Les fleurs de ma mère                                       |
| 2013                     | Orson Scott Card                            | Noël en Enfer                                               |
| 2013                     | Norman Spinrad                              | La main tendue                                              |
| 2013                     | Sylvie Lainé                                | Grenade au bord du ciel                                     |
| 2013                     | Stéphane Beauverger                         | Vert dur                                                    |
| 2013                     | Lucas Moreno                                | Comment je suis devenu un biotech                           |
| 2013                     | Jean-Pierre Andrevon                        | Dans les mines de Mars                                      |
| 2013                     | Thierry Di Rollo                            | J'ai eu trente ans                                          |
| 2013                     | Ian McDonald                                | Trois futurs                                                |
| 2013                     | Thomas Day                                  | La femme aux abeilles                                       |
| 2013                     | Peter Watts                                 | Nimbus                                                      |
| 2013                     | Jeanne-A Debats                             | La fontaine aux serpents                                    |
| 2014                     | Yannick Rumpala                             | Intelligence(s)                                             |
| 2014                     | Laurent Genefort                            | Chaperon                                                    |
| 2014                     | Léo Henry                                   | Fe6 !! ou La Transfiguration de Bobby J. Fischer            |
| 2014                     | Jo Walton                                   | En sommeil                                                  |
| 2014                     | Dmitry Glukhovsky                           | L’Évangile selon Artyom                                     |
| 2014                     | Dominique Douay                             | Pas de deux sur la planète des ombres                       |
| 2014                     | Barbara Sadoul                              | Les Dracula anonymes                                        |
| 2014                     | Michael Moorcock                            | L’Affaire du Bassin des Hivers                              |
| 2014                     | Jean-Marc Ligny                             | L’Esprit de la roche                                        |
| 2014                     | Sylvie Miller et Philippe Ward              | Le Sage qui entre dans la paix                              |
| 2014                     | Sylvie Denis                                | Le court roman de la momie                                  |
| 2014                     | K. W. Jeter                                 | Dernières volontés                                          |
| 2015                     | Alain Damasio                               | Les yeux en face des trous                                  |
| 2015                     | Aliette de Bodard                           | Immersion                                                   |
| 2015                     | Jérôme Noirez                               | Welcome Home                                                |
| 2015                     | Philippe Curval                             | Un demi bien tiré                                           |
| 2015                     | Joël Champetier                             | Dieu, un, zéro                                              |
| 2015                     | Daryl Gregory                               | Les aventures de Rocket Boy ne s'arrêtent jamais            |
| 2015                     | Jean-Laurent Del Socorro                    | Le vert est éternel                                         |
| 2015                     | Charlotte Bousquet                          | Coyote Creek                                                |
| 2015                     | Stéphane Przybylski                         | Intelligence extra-terrestre                                |
| 2015                     | Laurent Queyssi                             | Pont-des-Sables                                             |
| 2015                     | Fabien Clavel                               | Versus                                                      |
| 2015                     | Robert Silverberg                           | Smithers et les fantômes du Thar                            |
| 2015                     | Mike Carey                                  | Visage                                                      |
| 2016                     | Simon Bréan                                 | La vieille dame                                             |
| 2016                     | Ann Leckie                                  | Pour Hesperia et pour la gloire                             |
| 2016                     | Catherine Dufour                            | Deep Space Mine                                             |
| 2016                     | Raphaël Granier de Cassagnac                | La machine de l’année                                       |
| 2016                     | Lev Grossman                                | Fin de partie                                               |
| 2016                     | Estelle Faye                                | Le Diable                                                   |
| 2016                     | Ménéas Marphil                              | La montre                                                   |
| 2016                     | Ugo Bellagamba                              | Purple Brain                                                |
| 2016                     | Olivier Paquet                              | Tokyodôme                                                   |
| 2016                     | Paolo Bacigalupi                            | Modèle Mika                                                 |
| 2016                     | Gérard Klein                                | Un gentleman                                                |
| 2016                     | Jean Pettigrew                              | La caverne aux tofus                                        |
| 2016                     | Karim Berrouka                              | Le truc qui ressemble à une machine                         |
| 2016                     | Jeanne-A Debats                             | Maman, Papa, la machine et moi                              |
| 2017                     | Jean-Laurent Del Socorro                    | 43 200 secondes                                             |
| 2017                     | Emma Newman                                 | La place d’une femme                                        |
| 2017                     | Olivier Gechter                             | Huit siècles sur une échelle de temps                       |
| 2017                     | Nabil Ouali                                 | Le sphincter de l’œsophage                                  |
| 2017                     | Hao Jingfang                                | Pékin origami                                               |
| 2017                     | Estelle Faye                                | Les Anges tièdes                                            |
| 2017                     | Ariane Gélinas                              | Les cristallines                                            |
| 2017                     | Timothée Rey                                | Les arbres sont des gens comme les autres                   |
| 2017                     | Michael Moorcock                            | Les oiseaux lunaires                                        |
| 2017                     | Guy Gavriel Kay                             | Poèmes                                                      |
| 2017                     | Lionel Davoust                              | L’Île close                                                 |
| 2017                     | Audrey Alwett                               | Le gnome qui voulut être fée                                |
| 2018                     |                                             |                                                             |
| Olivier Cotte            | Anamnèse de la chair                        |                                                             |
| Li-Cam                   | Monade Incarnate                            |                                                             |
| Laurent Genefort         | Conatus                                     |                                                             |
| John Scalzi              | Le cerveau du président a disparu           |                                                             |
| Sabrina Calvo            | Déliance                                    |                                                             |
| Patrick K. Dewdney       | Ascension                                   |                                                             |
| Ursula K. Le Guin        | La Première Pierre                          |                                                             |
| Ben H. Winters           | Le Garçon du goûteur                        |                                                             |
| Morgane Caussarieu       | Le Syndrome de Pan                          |                                                             |
| Kij Johnson              | Magie des renards                           |                                                             |
| Elisabeth Vonarburg      | L’Amour au temps des chimères               |                                                             |
| Alex Evans               | La Pluie                                    |                                                             |
| Jehanne Rousseau         | Morts à crédits                             |                                                             |
| 2019                     |                                             |                                                             |
| Christian Léourier       | Une faute de goût                           |                                                             |
| Jacques Barbéri          | Neurostar                                   |                                                             |
| Olivier Paquet           | Impulsion naturelle                         |                                                             |
| Sylvie Denis             | Les disparus de Valoria                     |                                                             |
| Mel Andoryss             | Sublimation                                 |                                                             |
| Tade Thompson            | Bicycle girl                                |                                                             |
| Ophélie Bruneau          | La grande course au noyau mémoire           |                                                             |
| Jo Walton                | La pièce au panda                           |                                                             |
| Michael Roch             | Avaler la terre                             |                                                             |
| Nicolas Martin           | Le cruciverbiste                            |                                                             |
| Silène Edgar             | Inconnue à cette adresse                    |                                                             |
| Jean-Laurent Del Socorro | Les femmes du congrès dansent aussi         |                                                             |
| Ada Palmer               | Un anneau gris ajouté à l’emblème olympique |                                                             |
| Claude Ecken             | La promesse du monstre                      |                                                             |
| 2020                     |                                             |                                                             |
| Adélaïde Legrand         | Le mot du pôle ludique des Utopiales        |                                                             |
| Caroline De Benedetti    | Un genre de traces                          |                                                             |
| Lionel Davoust           | Une forme de démence                        |                                                             |
| Morgan of Glencoe        | La Piste des oiseaux                        |                                                             |
| Thomas C. Durand         | Le Premier Chapeau                          |                                                             |
| Sara Doke                | The Agony in the Ecstasy                    |                                                             |
| Nicolas Martin           | La Mémoire de l'Univers                     |                                                             |
| Ïan Larue                | Sommes-nous pieuvres ou vampires ?          |                                                             |
| Christophe Dougnac       | T.H.R.A.C.E.S.                              |                                                             |
| Joëlle Wintrebert        | Te retrouver                                |                                                             |
| Baptiste Beaulieu        | Les 5 marques                               |                                                             |
| Claude Ecken             | La Présence                                 |                                                             |
| 2021                     | Claire Duvivier                             | Mesurer l’empreinte                                         |
| 2021                     | Christophe Siébert                          | Empatia                                                     |
| 2021                     | Elisa Beiram                                | Ma Puce                                                     |
| 2021                     | Isabelle Bauthian                           | Catharsis                                                   |
| 2021                     | Jean Baret                                  | 15:51-58                                                    |
| 2021                     | Luce Basseterre                             | Arnaque, prothèses et recyclage                             |
| 2021                     | Morgane Stankiewiez                         | Transdivinité                                               |
| 2021                     | Katia Lanero Zamora                         | L’Appel                                                     |
| 2021                     | Richard Canal                               | Le projet Thermopyles                                       |
| 2021                     | Karim Berrouka                              | La bande se métamorphose                                    |
| 2021                     | Camille Leboulanger                         | La Planète Cité                                             |
| 2021                     | Sylvie Denis                                | Après l’Éden                                                |

## Anthologies jeunesse
| Année | Auteur                   | Titre                              |
| ----- | ------------------------ | ---------------------------------- |
| 2018  | Danielle Martinigol      | Crève-Horizon                      |
| 2018  | Sylvie Lainé             | Mélomania                          |
| 2018  | Louane Roland            | Nouvelle mode                      |
| 2018  | Sylvie Denis             | Sans but ni fin ni port d’attache  |
| 2018  | Nils Bouchet             | Un programme sachant tuer          |
| 2019  | Ange                     | Un monde où elle serait libre      |
| 2019  | Ugo Bellagamba           | Les M-uses                         |
| 2019  | Victor Dixen             | Rêvolution                         |
| 2019  | Magali Couzigou          | Nature Humaine                     |
| 2019  | Romain Lucas             | Premier Contact                    |
| 2019  | Luna Legoff              | Sentiments 2.0                     |
| 2019  | Areski Daoulas-Étourneau | In an emotional I.A.               |
| 2019  | Jeanne Oudit             | Microman                           |
| 2019  | Areski Daoulas-Étourneau | Temporall 3                        |
| 2020  | Mel Andoryss             | Rémanente                          |
| 2020  | Olivier Gechter          | La Bénédiction de Mama             |
| 2020  | Ophélie Bruneau          | Voltigeuse                         |
| 2020  | Nathael Hansen           | Le Chant de la montagne de cristal |
| 2020  | Anna Zadounaiski         | Puce PO4                           |
| 2020  | Rowanne Perrin Dolique   | Un Diablinien pas si horrible      |
| 2020  | Sarah Teusan             | Une journée au musée               |
| 2020  | Axel Raynond             | Le Destin de l'Humanité            |